# Le Premier Sexe
Le Premier Sexe (O Primeiro Sexo) é um livro do escritor, jornalista e ensaísta Éric Zemmour publicado em 2006.

## Visão geral
Neste livro, Zemmour analisa o que ele considera ser a feminização da sociedade, ou melhor, a sua desvirilização. Com base numa série de exemplos de vários campos, ele denuncia a mudança de uma sociedade patriarcal e tradicional para uma moderna e feminizada. Zemmour também examina as consequências económicas e sociais deste movimento, antes de desenvolver esta análise para explicar o que fundamentou o comportamento dos recém-imigrados.
O seu título é uma referência ao livro O Segundo Sexo, de Simone de Beauvoir.

## Publicações
- 2006: Le Premier Sexe, Denoël,ISBN 978-2-207-25744-9
- 2009: Le Premier Sexe, J'ai lu,ISBN 978-2-207-25744-9